# Suzy Amis
Suzy Amis, właściwie Susan Elizabeth Amis (ur. 5 stycznia 1962 w Oklahoma City) – amerykańska aktorka i modelka, najbardziej znana z roli Lizzy Calvert, wnuczki Rose Calvert, w dramacie Jamesa Camerona Titanic (1997). Jako aktorka zadebiutowała w jednym z odcinków serialu Policjanci z Miami (1984). Po występie w filmie Dzień sądu ostatecznego (1999) zerwała z zawodem aktorki.
Od 2012 roku jest weganką.